# Odontaleyrodes rhododendri
Odontaleyrodes rhododendri är en insektsart som först beskrevs av Takahashi 1935.  Odontaleyrodes rhododendri ingår i släktet Odontaleyrodes och familjen mjöllöss. Inga underarter finns listade i Catalogue of Life.